# Damerow (Rollwitz)

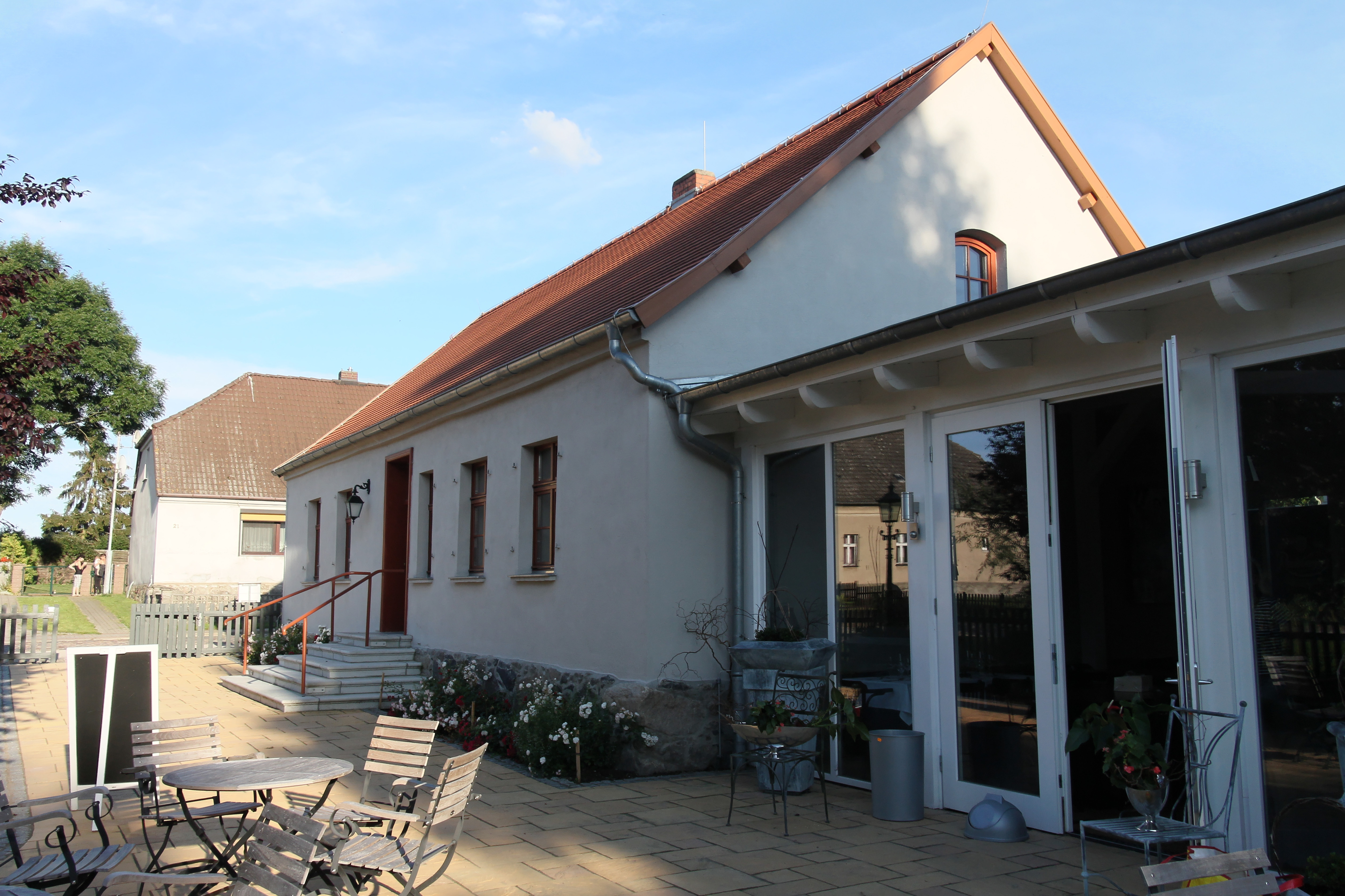
Gutsmuseum

Damerow is een ortsteil van de Duitse gemeente Rollwitz in de deelstaat Mecklenburg-Voor-Pommeren. Tot 1 januari 2012 was Damerow een zelfstandige gemeente.